# Balduin Möllhausen

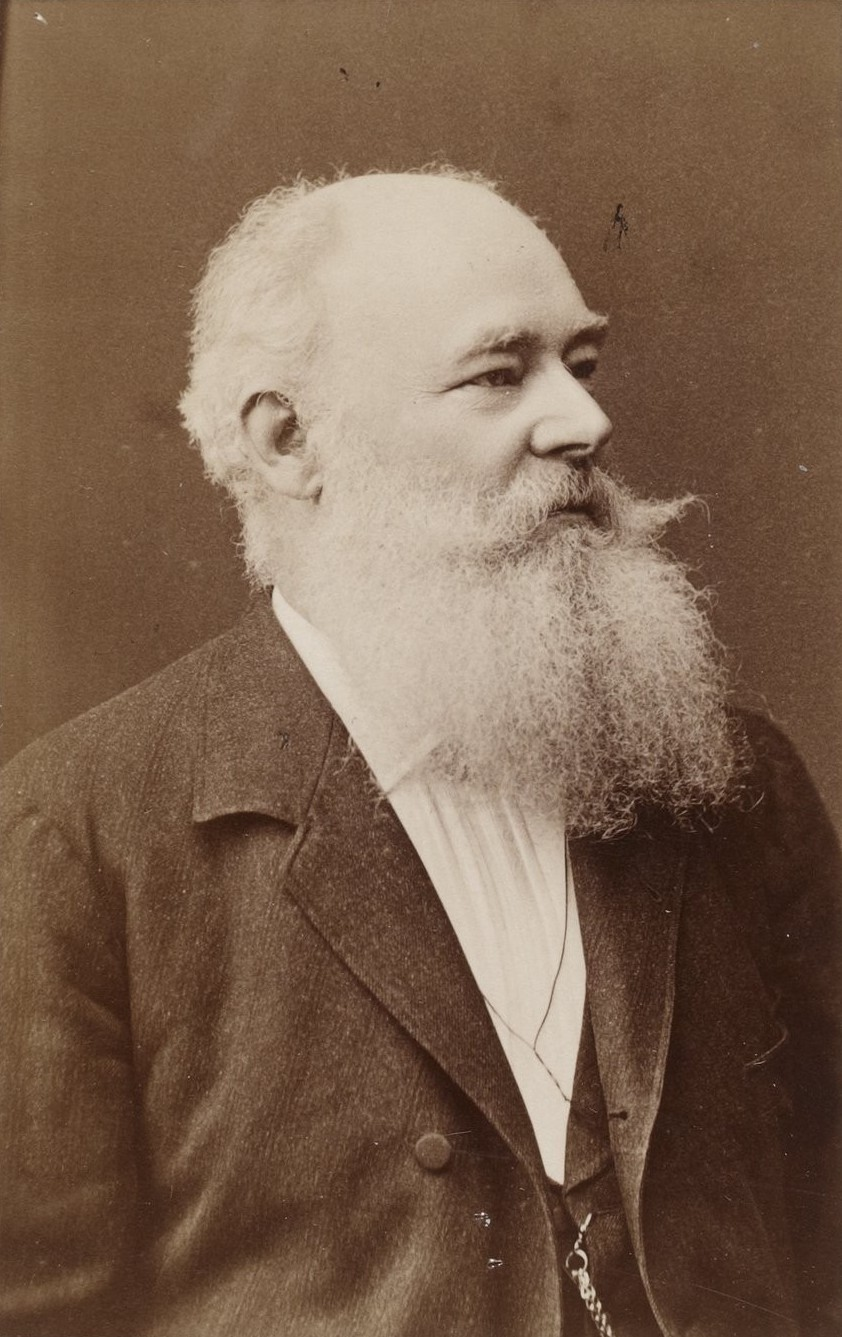
Balduin Möllhausen

Balduin Möllhausen (* 27. Januar 1825 in Bonn; † 28. Mai 1905 in Charlottenburg) war ein deutscher Schriftsteller und Reisender.

## Leben
Balduin Möllhausen war das erste von fünf Kindern, von denen nur drei das Erwachsenenalter erreichten. Möllhausens Vater, Heinrich Möllhausen (* 1796, verschollen 1867 in Odessa), war Lützower Jäger, Leutnant der Artillerie und später Ingenieur beim Eisenbahnbau in Griechenland. Er verließ seine Familie 1835 in Richtung Amerika, als Balduin zehn Jahre alt war. Seine Mutter, Elisabeth Baronesse von Falkenstein (1799–1837), war eine Tochter des Freiherren Carl Friedrich Ernst von Falkenstein (1770–1829) bei Anklam. Sie starb schon etwa zwei Jahre nach der Auswanderung ihres Ehemannes nach Amerika, so dass Balduin und seine noch lebenden Geschwister Gustav und Louisa im Jahr 1837 verwaisten. Sie wurden unter Vormundschaft gestellt und lebten unter wechselnder Obhut in Pommern und im Rheinland. Eines seiner Geschwister war Karl Gustav Heinrich Möllhausen, der in Smyrna in Kleinasien bei einer Eisenbahngesellschaft arbeitete.
Balduin Möllhausen wuchs zunächst in Bonn auf, wo er auch (wahrscheinlich bis 1840) das Gymnasium besuchte. Anschließend absolvierte er eine landwirtschaftliche Ausbildung als Gutseleve auf den Gütern seines Vormundes Graf Carl Reinhold von Krassow in der vorpommerschen Heimat seiner Mutter und absolvierte in Stralsund seinen Militärdienst als Einjährig-Freiwilliger, wo er reiten und schießen lernte. Nach dem Militärdienst arbeitete er etwa drei Jahre lang als Ökonomie-Inspektor (Verwalter) in der Landwirtschaft.

### Die erste USA-Reise 1851–1853
1849 unternahm er die erste von drei längeren Reisen nach Nordamerika. Möllhausen traf von Le Havre aus im Juli 1850 in New York ein. Er fuhr über die Großen Seen und blieb zunächst im US-Bundesstaat Wisconsin am Michigansee, wo er einige Zeit bei Chippewa-Indianern lebte. Ab dem Frühjahr 1851 gehörte er einer Expedition von Herzog Paul Wilhelm von Württemberg (1797–1860) an. Diese Reise führte in die südlichen Rocky Mountains und nach Wyoming. Nachdem sie den oberen Mississippi bereist hatten, fuhren sie nach Kansas, wo sie per Pferdekutsche in die Rocky Mountains weiterreisten. Sowohl Balduin Möllhausen als auch Paul Wilhelm von Württemberg erkrankten auf dieser Reise. Nachdem sie Mitte November 1851 den Sandy Hill Creek erreichten, starb ihr letztes Pferd. Herzog Paul ergatterte einen freien Platz in der von Fort Laramie kommenden Postkutsche, versprach, Hilfe zu holen und ließ Balduin Möllhausen mit einem Zelt, einer Schusswaffe und spärlichen Nahrungsmittelvorräten im Schnee zurück. Auf die versprochene Hilfe wartete Möllhausen sechs Wochen lang vergeblich. Er lebte unter anderem von dem Fleisch der in der Nähe seines Lagers lebenden Wölfe. Möllhausen machte schlechte Erfahrungen mit Pawnee-Indianern; es kam zu Auseinandersetzungen, in deren Verlauf Möllhausen zwei Menschen erschoss. Schließlich rettete ihn eine Gruppe von Otoe-Indianern aus seiner misslichen Lage, die ihn zunächst mit in ihr Jagd-Lager nahmen; später lebte Möllhausen für kurze Zeit in ihrem Dorf am Missouri. Er besuchte von dort aus auch ein Dorf von Omaha-Indianern. Im Februar 1852 gelangt Möllhausen nach Bellevue am oberen Missouri, einen Handelsposten der St. Louis-Pelzcompagnie. Er wurde vom dortigen Vertreter dieser Pelzhandelsgesellschaft, einem Mr. Sapy, aufgenommen, der mit einer Omaha-Frau namens Nacoma zusammenlebte. Mit deren Neffen ging Möllhausen wiederholt auf die Jagd. Er lernte Emily Papin (ca. 1837–1932), eine halbindianische Nichte von Mr. Sapy, Tochter einer Pawnee-Indianerin und eines Franzosen, kennen und lieben. Sie wurde zum Vorbild der indianischen Frauenfiguren in Möllhausens späteren Romanen, an denen sich wiederum Karl May bei der Beschreibung von Winnetous Schwester Nscho-Tschi orientierte. Möllhausen erwog offenbar, Emily Papin zu heiraten und sich mit ihr in der Nähe von Bellevue niederzulassen; jedoch zerschlugen sich seine Heiratspläne.
Inzwischen hatte Möllhausen Nachricht von seinem ehemaligen Reisegefährten Herzog Paul Wilhelm von Württemberg erhalten und reiste nach New Orleans weiter, wo die beiden wieder zusammentrafen und weitere sechs Monate lang gemeinsam den Mississippi aufwärts und durch die Prärien zwischen Belleville und Mascoutah im US-Bundesstaat Illinois reisten. Im November 1852 trat Herzog Paul die Rückreise nach Deutschland an. Möllhausen erhielt vom deutschen Konsul in St. Louis, Ernst Karl Angelrodt (1799–1869), den Auftrag, einen Tiertransport von Amerika nach Deutschland für den Berliner Zoo zu begleiten, und so traf auch Möllhausen, nach zwei Jahren in den USA, im Frühjahr 1853 wieder in Berlin ein. Aufgrund des Zootiertransportes lernte Möllhausen den Direktor des Berliner Zoos, Martin Hinrich Lichtenstein (1780–1857), kennen. Als Mitglied der Berliner Gesellschaft für Erdkunde wurde Möllhausen auch mit Alexander von Humboldt bekannt.
Nach seiner ersten Amerika-Reise nahm Möllhausen Malunterricht bei dem Berliner Landschaftsmaler Eduard Hildebrandt (1818–1868).

### Die zweite USA-Reise 1853/1854
Auf Empfehlung Alexander von Humboldts bekam Möllhausen eine Anstellung als Topograph bei einer Expedition der Berliner Gesellschaft für Erdkunde, die die Erkundung einer Eisenbahnroute durch Nordamerika nach Los Angeles zum Ziel hatte. So brach Möllhausen am 18. April 1853 erneut in die USA auf. Der US-Kongress hatte Offiziere des Corps of Topographical Engineers mit der Erkundung, Vermessung und Kartierung geeigneter Verkehrswege zwischen der amerikanischen Ost- und Westküste beauftragt. Im Jahr 1853 machten sich fünf verschiedene Expeditionen auf fünf verschiedenen Routen auf den Weg. Ein Leutnant namens Amiel Weeks Whipple leitete die Expedition, die die Route entlang des 35. Grades nördlicher Breite von Fort Smith (Arkansas) aus den Canadian River entlang durch Texas nach Albuquerque in New Mexico, durch die Wüste zum Colorado-Fluss und über den Cajon-Pass nach Los Angeles erkunden sollte. Unter Whipples Leitung arbeiteten Geologen, Feldmesser, Botaniker, Astronomen und Zeichner. Zum etwa 60-köpfigen Corps der Expedition gehörten auch Infanterie-Soldaten und indigene Träger und Maultiertreiber. An dieser Expedition nahm Möllhausen (auf Vermittlung des preußischen Botschafters in den USA) als Topograph teil. Auf dieser Reise begegnete (und zeichnete) Möllhausen Vertretern der Choctaws, der Shawnees, der Delawaren, der Kiowas und der Pueblo-Indianer. Das Weihnachtsfest 1853 verbrachten die Expeditionsteilnehmer in den San-Franciso-Bergen im US-Bundesstaat Arizona. Im Februar 1854 erreicht die Expedition den Zusammenfluss des Bill Williams River mit dem Colorado River. Die letzte Etappe der Reise führte durch die US-Bundesstaaten Utah und Californien, wo Möllhausen erstmals mit Mormonen in Berührung kam und Mohave-Indianern begegnet. In Los Angeles löste die Expedition sich auf, und Möllhausen kehrte zunächst auf dem Wasser-, später auf dem Landweg über San Francisco, Acapulco in Mexiko und Washington DC nach New York zurück. Von dort erreichte er im August 1854 wieder Berlin.
Im Jahr 1855 veröffentlichten Teilnehmer dieser Expedition den „Report upon the Indian Tribes“, der mit 30 Zeichnungen und sechs Aquarellen Möllhausens illustriert war.
Nach seiner Rückkehr nach Berlin, ab 1854, wohnte Möllhausen in Berlin bei Humboldt, wo er Karoline Seifert kennenlernte, deren vorgeblicher Vater Kammerdiener Humboldts war; höchstwahrscheinlich war sie tatsächlich Humboldts illegitime Tochter. Möllhausen heiratete sie im Februar 1855. Im Dezember 1855 bekommt das Paar ihr erstes Kind, Alexander Möllhausen, dessen Taufpate Alexander von Humboldt war. Ihr zweiter Sohn Richard, ein Seemann, verscholl im Jahr 1879.
König Friedrich Wilhelm IV. ernannte Möllhausen im Februar 1855 zum Kustos der Bibliotheken in den königlichen Schlössern in und um Potsdam.

### Die dritte USA-Reise 1857/1858
Im August des Jahres 1857 fuhr Möllhausen mit dem Postdampfer von Liverpool nach New York, wo er sich einer wissenschaftlichen Expedition unter der Leitung des Leutnants Joseph Christmas Ives anschloss, deren Ziel es war, den Verlauf und die Schiffbarkeit des Colorado River von Fort Zuma bis an den Black Canyon zu erkunden. Die Expedition verließ New York im September 1857, fuhr mit dem Dampfboot Explorer den Colorado River entlang und endete im Juli 1858 in Cleveland bei Newberry. Aufgabe der Expedition war unter anderem auch, die strategischen Bedingungen für einen möglichen Einmarsch von Unionstruppen in den Mormonen-Staat Utah, mit dem es vor allem in der Frage der Polygamie Spannungen gab, auf dem Colorado-Fluss und an seinen Ufern zu erkunden. Nach Abschluss der Expedition schiffte Möllhausen sich am 1. September 1858 zurück nach Deutschland ein.

### Späte Jahre
Nach seiner Rückkehr lebte Möllhausen in Potsdam. Dort war er Mitglied der Freimaurerloge Teutonia zur Weisheit. Ab 1886 lebte er in Berlin-Charlottenburg, wo er 1905 starb. Er wurde auf dem (heute landeseigenen) Friedhof Columbiadamm beigesetzt. Die Grabstätte (Feld O IV, G3) war bis 2021 als Ehrengrab der Stadt Berlin gewidmet.

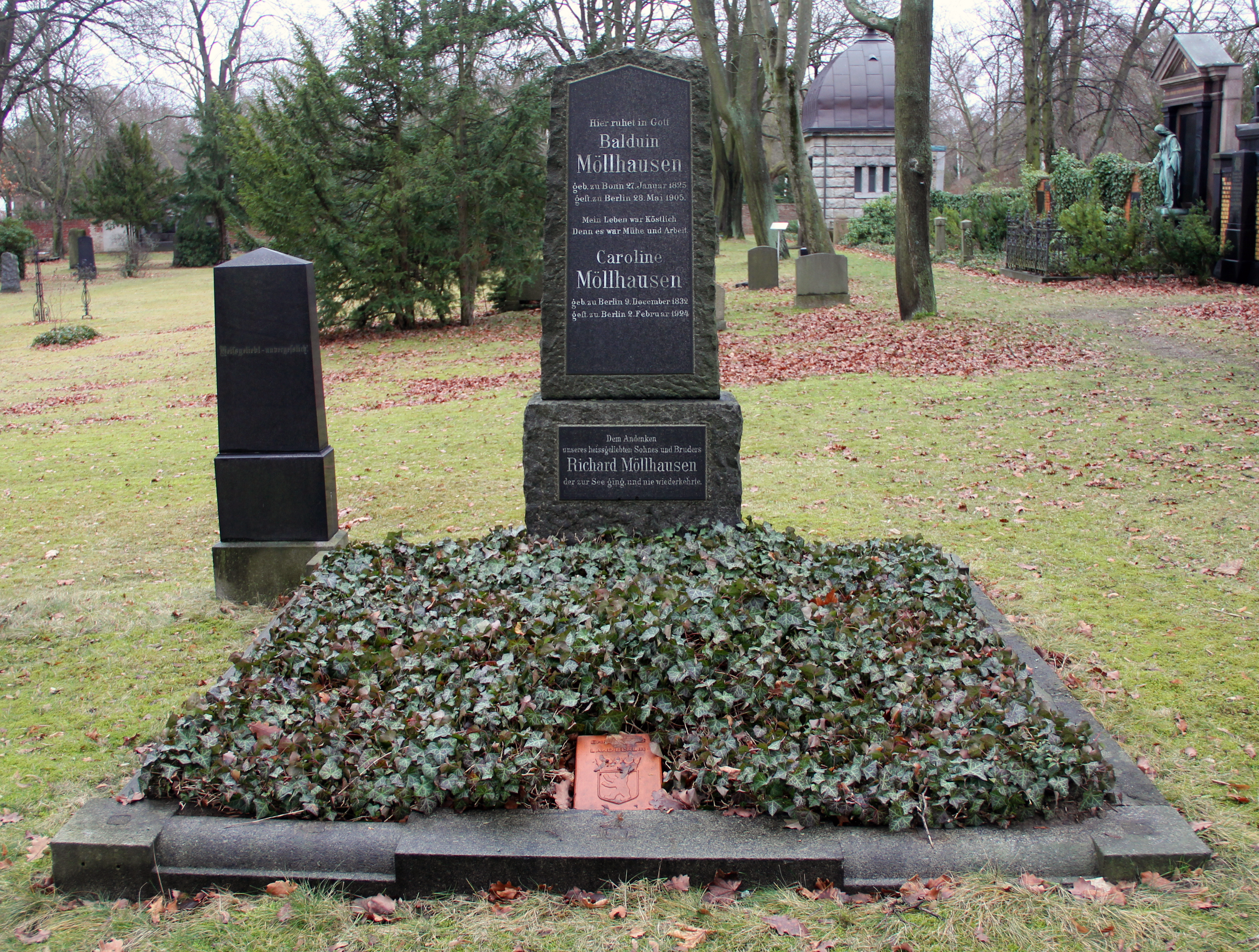
Grab auf dem Friedhof Columbiadamm in Berlin-Neukölln

Er fertigte hunderte von Zeichnungen und Aquarellen an und verfasste mit seinen Reiseberichten („Tagebuch einer Reise vom Mississippi nach den Küsten der Südsee“ und „Reisen in die Felsengebirge Nordamerikas bis zum Hochplateau von Neu-Mexiko“) mit die besten Reisebücher des 19. Jahrhunderts:

„Das Buch, in prachtvollem Quartformate mit den schönsten Lettern auf luxuriöses Papier gedruckt, und mit Illustrationen in Oel- und Farbendruck geschmückt, ist geeignet, eine der größten Zierden auf einem deutschen Büchertische zu bilden. Die Lektüre wird so anziehend gefunden werden, wie ein an interessante geistige Unterhaltung gewöhnter Leser es nur wünschen kann.“

Von Möllhausen stammen die ersten Bilder des Grand Canyon und der dort lebenden Mohave- und Walapai-Indianer. Sein künstlerisches Werk und seine Reisebeschreibungen gehören zu den wichtigsten Dokumenten der Erforschung des nordamerikanischen Westens. Er wurde gefördert von Alexander von Humboldt und war bekannt mit Theodor Fontane. Später verwertete er seine Erlebnisse und Erinnerungen in über dreißig Romanen und einer Vielzahl von Erzählungen und Novellen. Er war mit diesen abenteuerlichen und exotischen Sujets einer der populärsten Schriftsteller seiner Zeit und zusammen mit Friedrich Gerstäcker, Karl May und Charles Sealsfield einer der bedeutendsten Autoren im Bereich des deutschen ethnologischen Abenteuerromans des 19. Jahrhunderts.
Möllhausen war Mitglied des „Allgemeinen Deutschen Schriftsteller-Verbandes“ Im Jahr 1890 wurde Möllhausen Mitglied des Vereins Berliner Presse. Er war korrespondierendes Mitglied der Historical Society of New Mexico.
Im Jahr 1879 unternahm Möllhausen eine Nordlandreise mit dem Prinzen Friedrich Karl von Preußen (1828–1885).
Unter den zahlreichen interessanten weiterführenden Aspekten dieses Lebens (sein Vater war ein in den USA recht bekannter Architekt, Freundschaft mit Prinz Friedrich Karl, Heirat mit einer vermutlich illegitimen Tochter von Alexander von Humboldt, Bekanntschaft mit Theodor Fontane, Vorlagengeber für zahlreiche Figuren und Beschreibungen Karl Mays, etwa Nscho-tschis, bildkräftiger Mitgestalter der deutschen Vorstellungen vom „Wilden Westen“ usw.) ist auch die schwierige Freundschaft Möllhausens mit dem Arzt und Schriftsteller Philipp Galen zu nennen, der in den 1860er und 1870er Jahren Möllhausens Nachbar in Potsdam war. Galen war ein seinerzeit recht bekannter Verfasser von verschlungenen Kriminalromanen im englischen Stil (vgl. Wilkie Collins), sein bekanntestes Werk ist Der Irre von St. James. Möglicherweise stammen bestimmte Gestaltungselemente auch der Romane Möllhausens von diesem Vorbild.
Balduin Möllhausen starb drei Monate nach Vollendung seines 80. Lebensjahres am 28. Mai 1905.

## Ehrungen
Möllhausen war Träger des Roten Adlerordens vierter Klasse. Der Kaiser von Österreich verlieh ihm die Große Goldene Gelehrtenmedaille. Im Jahr 1939 wurde die frühere Kleiststraße in der Villenkolonie Wendenschloß im Berliner Ortsteil Köpenick umbenannt in Möllhausenufer.
Sein Grab auf dem Friedhof Columbiadamm war bis 2021 als Ehrengrab der Stadt Berlin gewidmet.

## Trivia
Der Schriftsteller Hanns Heinz Ewers, der mit ihm befreundet war, benannte den Studenten Balduin aus dem Film Der Student von Prag nach ihm.

## Werke
- Die in Texas und Virginien gelegenen, der londoner allgem. Auswanderungs- und Colonisations-Gesellschaft gehörigen Ländereien, beschrieben und den Deutschen Auswanderern empfohlen. Schneider u. Co., Berlin 1850.[19]
- Tagebuch einer Reise vom Mississippi nach den Küsten der Südsee (Leipzig 1858) online
  - englische Übersetzung von Percy Sinnet: A Journey from the Mississippi to the Coasts of the Pacific. London 1858.[20]
- Reisen in die Felsengebirge Nordamerikas bis zum Hochplateau von Neu-Mexiko (2 Bände, Leipzig 1861) online
- Der Halbindianer. Erzählung aus dem westlichen Nordamerika Roman (4 Bände, Leipzig 1861) online Bd.1, Bd.2, Bd.3, Bd.4
- Der Flüchtling. Erzählung aus Neu-Mexico und dem angrenzenden Indianergebiet Roman (Leipzig 1862)
- Der Mayordomo. Roman aus dem südlichen Kalifornien und Neu-Mexiko im Anschluss an den „Halbindianer“ und „Flüchtling“ (4 Bände, Leipzig 1863)
- Palmblätter und Schneeflocken. Erzählungen aus dem fernen Westen (Leipzig 1863) online Bd.1, Bd.2
- Das Mormonenmädchen. Eine Erzählung aus der Zeit des Kriegszuges der Vereinigten Staaten gegen die „Heiligen der letzten Tage“ im Jahre 1857–1858. Roman (6 Bände, Jena 1864) online Bd.1, Bd.2, Bd.3, Bd.4, Bd.5, Bd.6
- Reliquien. Erzählungen und Schilderungen aus dem westlichen Nordamerika (3 Bände, Berlin 1865)
- Die Mandanenwaise. Erzählung aus den Rheinlanden und dem Stromgebiet des Missouri Roman (Berlin 1865)[21]
- Der Meerkönig. Roman (6 Bände, Jena 1867) online Bd.1, Bd.2, Bd.3, Bd.4, Bd.5, Bd.6
- Nord und Süd. Erzählungen und Schilderungen aus dem westlichen Nordamerika (Jena 1867) online Bd.1, Bd.2
- Der Hochlandpfeifer. Roman (6 Bände, Jena 1868)
- Das Hundertguldenblatt. Roman (Berlin 1870)
- Der Piratenlieutenant. Roman (Berlin 1870)
- Der Kesselflicker. Roman (Berlin 1871)
- Das Finkenhaus. Roman (Berlin 1872) online Bd.1, Bd.2, Bd.3, Bd.4
- Westliche Fährten. Erzählungen und Schilderungen (Berlin 1873) [ online Bd.1], Bd.2
- Die Einsiedlerinnen. Roman (Berlin 1873)
- Das Monogramm. Roman (4 Bände, Berlin 1873)
- Die Hyänen des Kapitals. Roman (4 Bände, Berlin 1876) online Bd.1, Bd.2, Bd.3, Bd.4
- Die Kinder des Sträflings. Roman (Berlin 1876) online Bd.1, Bd.2, Bd.3, Bd.4
- Die Reiher. Roman (Berlin 1878) online Bd1, Bd.2, Bd.3
- Der Schatz von Quivira. Roman (3 Bände, Berlin 1880)
- Die Töchter des Consuls. Roman (4 Bände, Berlin 1880)
- Vier Fragmente. Roman (Berlin 1880)
- Der Leuchtturm am Michigan und andere Erzählungen (Stuttgart 1882) online
- Der Fanatiker. Roman (Berlin 1883)
- Der Haushofmeister. Roman (3 Bände, Jena 1884)
- Die Trader. Roman (3 Bände, Berlin 1884)
- Wildes Blut. Roman (3 Bände, Jena 1886)
- Das Loggbuch des Kapitäns Eisenfinger. Roman (Stuttgart 1887)
- Die Familie Melville. Roman (Leipzig 1888) online
- Das Geheimnis des Hulks. Roman (Stuttgart, Berlin, Leipzig 1889)
- Der Fährmann am Kanadian. Roman (3 Bände, Stuttgart 1890)
- Die beiden Yachten. Roman (3 Bände, Stuttgart, Berlin, Leipzig 1891)
- Haus Montague. Roman (3 Bände, Jena 1891)
- Die Söldlinge. Roman (3 Bände, Stuttgart 1892)
- Der Spion. Roman (3 Bände, Stuttgart 1893)
- Kaptein Meerrose und ihre Kinder. Roman (3 Bände, Berlin 1893)
- Der Talisman. Roman (Jena 1894)
- Die Dreilinden-Lieder (Berlin 1896)
- Um Millionen. Roman (Roman in 8 Fortsetzungen in: Bibliothek der Unterhaltung und des Wissens, Stuttgart, Berlin, Leipzig 1897, Bände 1–8)
- Welche von Beiden? Roman (2 Bände, Stuttgart 1897)
- Der alte Korpsbursche. Roman. Hillger, Berlin/Eisenach/Leipzig (1898)
- Das Fegefeuer in Frappes Wigwam. Roman (Leipzig 1900)
- Der Postreiter. Roman (Leipzig 1903)
- Bilder aus dem Reiche der Natur (Berlin 1904)
- Sankt Elmsfeuer und andere Novellen (Berlin, Leipzig 1905)
- Der Vaquero. Roman (Stuttgart, Berlin, Leipzig 1905)
- Die Herrin von Thurneck (Ablit, München 2004; Erstveröffentlichung aus dem Nachlass)

### Neuauflagen
Derzeit (2012) sind im Buchhandel folgende Neuauflagen erhältlich:
- Der Schatz von Quivira. ISBN 3-935410-00-X online
- Das Mormonenmädchen. ISBN 3-935410-02-6
- Der Vaquero. ISBN 3-935410-05-0
- Die Herrin von Thurneck. ISBN 3-935410-06-9
- Der Piratenlieutenant. ISBN 3-935410-07-7
- Das Finkenhaus. ISBN 3-935410-08-5
- Der Kesselflicker. ISBN 978-3-935410-11-3
- Der Arriero. Ges. Erzählungen. Band 1. ISBN 3-935410-09-3.
- Die Auswanderin. Ges. Erzählungen. Band 2. ISBN 978-3-935410-12-0.
- Ein Söldlingsleben. Ges. Erzählungen. Band 3. ISBN 978-3-935410-13-7.
- Señor Demonio. Ges. Erzählungen. Band 4. ISBN 978-3-935410-14-4.
- Andreas Graf (Hrsg.): Geschichten aus dem Wilden Westen. dtv Klassik, München 1995, ISBN 3-423-02364-3.
- Wanderungen durch die Prairien und Wüsten Nordamerikas. Reisen in die Felsengebirge Nordamerikas. Neuausgabe des vollständigen Originaltexts. 2 Bände. hohesufer.com, Hannover 2012. ISBN 978-3-941513-24-2.
- Tagebuch einer Reise vom Mississippi nach den Küsten der Südsee. Kommentierte Neuausgabe. ISBN 978-3-941924-09-3.